# دیستروفی ماهیچه‌ای
هرنوع اختلال رشد در موجودات و بافت‌ها و اندام‌های زنده بر اثر سوءِتغذیه یا نبود مواد غذایی قابل‌مصرف را دیستروفی (dystrophy) یا دُش‌پروردگی می‌گویند.
دیستروفی ماهیچه‌ای یک سلسله بیماری‌های بسیار حاد ژنتیکی پیشرونده وابسته به کروموزوم هاست که باعث تخریب یا اختلال در بافت ماهیچه‌ای می‌شود. دیستروفی ماهیچه‌ای شامل ۹ نوع بیماری است که نمونه شاخص و شدید آن دیستروفی ماهیچه‌ای دوشن است.
دیستروفی ماهیچه‌ای غیرقابل درمان است و تاکنون هیچ دارویی برای درمان آن ساخته نشده‌است. محققان در حال تحقیقات بر روی این بیماری‌ها هستند و تاکنون موفق به ساخت چند ژن و داروی آزمایشی شده‌اند که بر روی حیوانات آزمایشگاهی مؤثر بوده‌است. امید است در آینده‌های نزدیک درمان دیستروفی ماهیچه‌ای قطعی شود.

## انواع بیماری‌های دیستروفی ماهیچه‌ای
- دیستروفی ماهیچه‌ای دوشن
- دیستروفی ماهیچه‌ای بکر
- دیستروفی ماهیچه‌ای میوتونیک
- دیستروفی ماهیچه‌ای دیستال
- دیستروفی ماهیچه‌ای لیمب گرایدل
- دیستروفی ماهیچه‌ای مادرزادی
- دیستروفی ماهیچه‌ای فاسیو اسکاپولو هومورا
- دیستروفی ماهیچه‌ای امری دریفوس
- دیستروفی ماهیچه‌ای اکولوفارنژیال

## داروی آزمایشی دیستروفی ماهیچه‌ای
پژوهشگران دانشکدهٔ پزشکی پیتسبورگ ایالت پنسیلوانیا اقدام به ساخت دارویی به نام PTC۱۲۴ کرده‌اند که می‌تواند ژن‌های معیوب را اصلاح کند و برخی بیماری‌های ژنتیکی را درمان کند، این دارو می‌تواند هزاران بیمار را که برخی از آن‌ها علاج ناپذیرند مانند دش‌پروردگی عضلانی و فیبروز کیستی را درمان کند. به گزارش سرپرست این تحقیق  Soyini Leeاستاد دانشکدهٔ پیستبورگ، شکل کار این دارو که به صورت قرص می‌باشد به این شکل است که به ریبوزوم کروموزوم X وصل شده و ژن معیوب ساخت دیستروفین را وادار به ساخت پروتئین سالم برای عضلات می‌کند و باعث ترمیم آن می‌شود. Soyini اضافه کرد هزاران بیماری ژنتیک وجود دارند که می‌توانند از این رویکرد منفعت ببرند به گزارش یونایتدپرس، Soyini گفت ویژگی منحصربه‌فرد این دارو آنست که نه فقط یک جهش ژنی که باعث بیماری می‌شود، بلکه مجموعه‌ای از جهش‌ها را هدف می‌گیرد بنا به گزارش‌های رسیده PTC۱۲۴با نوع خاصی از جهش مقابله می‌کند که بسته به این که کدام ژن جهش یافته باشد، علائم بسیار متفاوتی ایجاد می‌کند. به این ترتیب بالقوه می‌توان از آن علیه بسیاری از اختلالات ژنتیکی استفاده کرد. این دارو در مراحل آزمایش‌های بالینی قرار دارد و هنوز به‌طور کامل ساخته نشده‌است.

### روند تحقیقاتی داروی PTC124
این دارو هم‌اکنون درمرحله ثبت نام بیماران واجد شرایط درچندین کشور از جمله آلمان، فرانسه، اسپانیا و بلژیک می‌باشد٬البته در آمریکا این کارآزمایی بالینی شروع شده‌است. این دارو در درمان ۱۳٪ بیماران دوشن و۱۰٪ بیماران فیبروز کیستیک که بیماری آن‌ها به علت جهش بی‌معنی ایجاد شده کاربرد دارد.
به تازگی گزارشی منتشرشد که موفقیت نسبی این دارو را در کاهش تعداد سرفه‌های بیماران اسرائیلی مبتلا به فیبروز کیستیک نشان داد و محققان را امیدوار نمود که شاید این دارو در بیماران دوشن هم مؤثر باشد.
شرکت داروسازی پی تی سی در کنار تحقیق بر روی این دارو پروژه‌های دیگری هم در دست اقدام دارد یکی از مهم‌ترین این‌ها پروژه کاتالیست می‌باشد که علاوه بر دوشن برای سایر دش‌پروردگی‌های عضلانی نیز می‌تواند سودمند باشد. در این پروژه سعی بر اینست که با استفاده از فنون پیشرفته اثر حدود بیست هزار ترکیب شیمیایی را بر کاهش یا افزایش میزان بیان برخی از ژن‌های دخیل در رشدونمو عضلات مورد ارزیابی قرار دهند.
یکی از این ژن‌ها ژنی به نام SERCA2a است که محصول این ژن باعث افزایش قدرت انقباضی عضلات قلب می‌شود با توجه به اینکه اکثر مبتلایان به دیستروفی‌های عضلانی مشکل قلبی هم دارند افزایش بیان این ژن کمک مؤثری به عملکرد قلب آن‌ها می‌کند.
یکی دیگر از ژنهایی که قصد دارند بیانش را افزایش دهند ژن مربوط به IGF-1 (فاکتور رشد شبیه انسولین) است که مختص رشد عضلات می‌باشد و افزایش بیان آن موجب رشد بهتر عضلات می‌گردد.
ژن دیگرکه قصد دارند فعالیت آن را بیشتر کنند مربوط به پروتئین یوتروفین Utrophin است که شباهت زیادی به دیستروفین داشته و می‌تواند در عضلات بیماران دوشن وبکر جایگزین دیستروفین شود و بدین ترتیب عملکرد عضله را بهبود بخشد.
ژنIntegrin-7 (اینتگرین هفت) هم یکی از ژنهایی است که محصول آن در ثبات غشای سلول‌های عضلانی نقش مهمی دارد وبا افزایش بیان آن غشای یاخته‌های عضلانی بیماران مقاوم تر خواهند شد.
تنها ژنی که در حال حاضر قصد دارند فعالیت آن را کاهش دهند ژن مربوط به پروتئینی به نام میوستاتین myostatin است که نقشی بازدارنده در رشد عضلات دارد و کاهش بیان آن عضلات بیماران را از مهار شدگی خارج خواهد نمود.
این پروژه خیلی وقت گیر و پرهزینه است و محققان باید تک تک اثر مواد شیمیایی مختلف را بر این ژن‌ها آزمایش کنند تا شاید ترکیبی مانند PTC۱۲۴پیدا کنند که با مکانیسمی تا به حال ناشناخته، بتواند اثرات یادشده را باعث شود؛ بنابراین بیماران و خانواده‌های آن‌ها باید همچنان صبور و امیدوار باشند.

## یک ژن مصنوعی برای درمان بیماری دیستروفی ماهیچه‌ای ساخته شد
گروهی از دانشمندان انگلیسی و ایتالیایی موفق شدند اولین ژن ترکیبی مصنوعی را برای مقابله با بیماری تحلیل ماهیچه‌ای تولید کنند. محققان دانشگاه آکسفورد، مؤسسه زیست‌شناسی و آسیب‌شناسی مولکولی و مؤسسه زیست‌شناسی عصب و پزشکی ملکولی مرکز ملی تحقیقات ایتالیا اولین ژن ترکیبی را برای مقابله با تحلیل ماهیچه‌ای در آزمایشگاه تولید کردند.
این ژن که «جاز» نام دارد می‌تواند نقش مهمی در درمان بیماری تحلیل عضلانی «دوشن» ایفا کند. تحلیل عضلاتی دوشن، آسیبی است که منجر به تخریب بافت ماهیچه‌ای در بافت‌های فیبری و چربی می‌شود و با کاهش قدرت ماهیچه‌ای و توانایی‌های حرکتی همراه است.
نتایج تولید این ژن که ابعاد بسیار کوچکی دارد، در مجله PLOS ONE منتشر شده‌است. به گفته این دانشمندان، محافظت و ساخت یک ژن تنظیم‌کننده ترکیبی در لابراتوار نیازمند ابزارهای پیشرفته زیست‌فناورانه است. ساخت این ژن ترکیبی امکان کنترل بیان ژن‌های هدف در آسیب‌های مختلف را برای دانشمندان فراهم می‌کند. ژن «جاز» توانایی کنترل ژن «اتروفین» را دارد و می‌تواند نقش مهمی در ژن درمانی تحلیل عضلانی «دوشن» ایفا کند. درحقیقت این ژن، تنظیم‌کننده‌ای است که این پژوهشگران وارد دی‌ان‌ای یک موش کردند. در این آزمایش مشاهده شد که توانایی فعال کردن پروتئین اتروفین در ماهیچه اسکلتی موش افزایش یافت. «اتروفین» یک هدف بسیار مناسب در درمان ژنتیکی بیماری تحلیل عضلانی «دوشن» است. درحقیقت فقدان این ژن منجر به بروز این بیماری می‌شود؛ بنابراین گزارش، به‌طور طبیعی در ماهیچه‌ها ژن اتروفین از زمان تولد بیان می‌شود، اما در بیماران با تحلیل عضلانی، این ژن با کاهش بیان مواجه می‌شود. در این تحقیق به کمک ژن مصنوعی ترکیبی جاز دانشمندان افزایش میزان اتروفین را مشاهده کردند.